# Rietveldita
La rietveldita és un mineral de la classe dels sulfats que pertany i dona nom al subgrup de la rietveldita. Rep el nom en honor del cristal·lògraf holandès Hugo M. Rietveld (La Haia, Països Baixos, 7 de març de 1932 - 16 de juliol de 2016).

## Característiques
La rietveldita és un sulfat de fórmula química Fe(UO₂)(SO₄)₂(H₂O)₅. Va ser aprovada com a espècie vàlida per l'Associació Mineralògica Internacional l'any 2016, i la primera publicació data del 2017. Cristal·litza en el sistema ortoròmbic. La seva duresa a l'escala de Mohs és 2. Es troba relacionada estructuralment amb la svornostita-(K). Químicament està relacionada amb la deliensita i la leydetita.
L'exemplar que va servir per a determinar l'espècie, el que es coneix com a material tipus, es troba conservat a les col·leccions mineralògiques del Museu d'Història Natural del Comtat de Los Angeles, a Los Angeles (Califòrnia) amb els números de catàleg: 66291 i 66292.

## Formació i jaciments
Aquesta espècie va ser descrita a partir de mostres obtingudes en tres indrets diferents: el districte miner de Jáchymov, a la regió de Karlovy Vary (República Txeca), la mina Willi Agatz, a Dresden (Saxònia, Alemanya), i la mina Giveway-Simplot, a Red Canyon (Utah, Estats Units). Aquests tres indrets són, a més, els únics a tot el planeta on ha estat descrita aquesta espècie mineral.